# 皮恰诺
皮恰诺（義大利語：Picciano），是意大利佩斯卡拉省的一个市镇。总面积7平方公里，人口1347人，人口密度192.4人/平方公里（2009年）。ISTAT代码为068031。